# The Wild Blue Yonder
Pour plus de détails, voir Fiche technique et Distribution.
The Wild Blue Yonder est un film allemand réalisé par Werner Herzog, sorti en 2005.

## Synopsis
Un extraterrestre, provenant d'une planète océan (The Wild Blue Yonder) située dans la galaxie d'Andromède, est arrivé sur Terre il y a plusieurs décennies après que sa planète est entrée dans une période glaciaire. Il révèle que sa race a essayé de former une communauté sur notre planète, mais sans succès.

## Fiche technique
- Titre : The Wild Blue Yonder
- Réalisation : Werner Herzog
- Scénario : Werner Herzog
- Pays d'origine : Allemagne
- Format : Couleurs - 1,85:1 - Stéréo - 35 mm
- Pays de production :  Allemagne,  France,  Autriche et  Royaume-Uni
- Genre : Science-fiction
- Durée : 80 minutes
- Date de sortie : 2005

## Distribution
- Brad Dourif : l'extraterrestre
- Capt. Donald Williams : spationaute - commandant
- Dr. Ellen Baker : spationaute - médecin
- Franklin Chang-Diaz : spationaute - physicien
- Shannon Lucid : spationaute - biochimiste
- Michael McCulley : spationaute - pilote
- Roger Diehl : mathématicien
- Ted Sweetser : mathématicien
- Martin Lo (en) : mathématicien

## Commentaires
- Martin Lo est un expert en trajectoire d'engins spatiaux qui travaille actuellement au Jet Propulsion Laboratory (JPL).